# Лежај
Лежај је механички елемент који служи за смањење трења у лежиштима осовине. Постоји више врста лежајева различитих намена: куглични лежај, ваљкасти лежај за већа оптерећења али са нешто већим коефицијентом трења, игличасти лежај који је врста ваљкастог са тањим ваљцима, конусни лежај који може да трпи и аксијално оптерећење, клизни лежај за веће коефицијенте трења, и магнетни лежај кад је коефицијент трења практично непостојећи. Летећи и лежећи лежајеви су лежајеви који се налазе на радилици: лежећи су они који се не крећу приликом окретања радилице.
Лежај, у машинству, је машински део који служи за ношење, вођење или ослањање покретних делова (на пример осовине, вратила, њихајне полуге, точковаа и слично) на мирујуће делове (на пример постоља, кућишта и слично). Уз преношење сила с једног машинског дела на други, основни му је задатак смањивање трења између њих. Према смеру деловања сила, лежај може бити попречни и уздужни: 
- попречни или радијални лежај преноси искључиво силе окомите на осу лежаја, а
- уздужни или аксијални лежај преузима оне силе које делују у смеру његове осе. Постоји и комбиновани, радијално-аксијални лежај.

Према начину рада лежајеви се деле на:
- клизне лежајеве и
- котрљајуће или ваљне лежајеве.[1]

Исправан рад лежајева је често од пресудног значења за исправан рад и век трајања машина и направа у које су уграђени. Због тога је врло важно одабрати најприкладнију врсту, одабране лежајеве правилно прорачунати, те узети у обзир упутства за њихову уградњу у конструкцијски склоп машине или направе. При томе се морају узимати у обзир бројни чиниоци, као што су пречник осовине или вратила, начин оптерећења, брзина вртње (број окретаја), захтевани животни век, услови рада (температура, прашњава околина), и тако даље.

## Историја
Изум котрљајућег лежаја, у облику дрвених ваљака који подупиру или носе лежај који се помера, сеже од давнина и могуће је да претходи проналаску точка који се окреће на равном лежају који се користи за транспорт.
Иако се често тврди да су Египћани користили ваљкасте лежајеве у облику дебла испод саоница, то су модерне шпекулације. Цртежи Египћана у гробници Дјехутихотепа приказују процес премештања масивних камених блокова на саоницама као коришћење подметача подмазаних течношћу који би представљали клизне лежајеве. Постоје и египатски цртежи клизних лежајева који се користе са ручним бушилицама.
Клизни лежајеви ушли су у употребу проналаском точка, дакле давно пре нове ере, а данас је то машински део који нас прати на сваком кораку: од ручног сата (промери од 0,3 до 0,6 mm, оптерећења од неколико ) до огромних клизних лежајева ваљаоничких станова (пречници преко 1000 , оптерећења преко 40 kN). Између делова у релативном кретању налази се танки слој уља или уљни филм, дебљине реда величине 2 до 50 .
Ваљни лежај патентирао је велшки изумитељ Филип Вон 1794, а први је применио у Француској Жил Сурире 1869, на педалама за бицикл. Код њих се између делова у релативном кретању (унутрашњег прстена везаног за осовину и спољног прстена везаног за кућиште) налазе ваљна тела пречника реда величине 2 до 50 .

## Врсте лежајева
Према начину рада лежајеви се деле на клизне лежајеве и котрљајуће или ваљне лежајеве. Према смјеру дјеловања сила, лежај може бити попречни и уздужни.

### Клизни лежај
Клизни лежај омогућава вођење покретних машинских делова (осовине, вратила) и пренос оптерећења с рукавца осовине или вратила на блазницу лежаја. Клизне површине подмазане су уљем, а ређе машћу или крутим средствима за подмазивање. Према деловању оптерећења разликују се радијални и аксијални клизни лежајеви. Постоје још и клизни лежајеви за вођење који служе само за вођење осовине или вратила, а не преносе никаква спољна оптерећења.
У клизном лежају, лежајни део осовине или вратила (чеп или рукавац) ослања се на глатку, издашно подмазивану цилиндричну површину. Она је редовно израђена од материјала мекшег од материјала чепа; смештена је у кућишту, а назива се блазиница. Клизни лежај израђује се као затворени (очни), с једноделном блазиницом, или као отворени, с дводелном блазиницом. Самоприлагодљиви лежај има блазиницу везану с кућиштем преко кугласте површине, па се оса лежаја може прилагодити положају осе вратила или осовине. Блазинице се најчешће израђују од белог метала (легура калаја, бакра, олова и антимона), бронзе или од синтерисаних метала, а у посебним случајевима од пластике, гуме, дрва и других материјала. За подмазивање редовно служи минерално или синтетско уље, а код гумених блазиница вода. Предност клизнога лежаја је бешуман рад, добро амортизовање удараца, мања осетљивост на нечистоће, већа толеранција при изради и лакше поправке.

#### Начин рада и подмазивање клизних лежајева
Основна намена подмазивања клизних лежајева јесте смањење трења и тиме смањење губитака снаге, смањење трошења и тиме повећање века трајања лежаја, те смањење загрејавања и тиме спречавање зарибавања лежајева. Ова три циља остварују се добрим подмазивањем, при којем су површина рукавца и блазинице лежаја раздвојене танким слојем уља (уљним филмом), у којем влада текуће трење. Према томе, код идеалног клизног лежаја нема трошења. Добри лежајеви могу под повољним околностима радити без видљивог трошења, с практично неограниченом трајности. То је последица развоја трибологије – науке о трењу, трошењу и подмазивању. За постизање текућег трења потребно је у слоју мазива осигурати притисак који омогућава равнотежно стање с спољним оптерећењем лежаја. Ово се постиже хидростатичким или хидродинамичким начином подмазивања.

### Котрљајући или ваљни лежај
Ваљни лежај омогућује, слично као и клизни лежај, вођење покретних машинских делова, уметнутих у одговарајуће кућиште. Састављени су од унутрашњег и спољног прстена (или плоче код аксијалних лежајева), између којих се у одговарајуће обликованом кавезу врте ваљна тела. Међу ваљним телима превладава трење ваљања. Ваљни лежајеви могу истовремено преносити попречно и уздужно оптерећење, само попречно или само уздужно оптерећење. Обзиром на оптерећење које превладава разликују се попречни и уздужни ваљни лежајеви.
Котрљајући или ваљни лежај има између осовине и тела лежаја уметнут низ ваљних тела (на пример ваљака или куглица), која се за време рада котрљају. Та су тијела обично смештена између два прстена, једнога навученог на осовину, а другог утиснутог у кућиште строја. Како би се спречило трење међу ваљним телима, посебан држач (кавез) осигурава међу њима стални размак. Према распореду ваљних тела лежајеви могу бити једноредни и дворедни, а према облику куглични, ваљкасти, игличасти, бачвасти и стожасти. Подмазују се најчешће машћу, али и уљем ако су на такву месту где је могуће осигурати доток чистог уља. Могу се извести као уздужни, попречни или уздужно-попречни. Обично су од метала, а у новије се доба делови ваљних лежаја израђују и од керамичких материјала. Котрљајући лежајеви данас су у најширој употреби, а у односу на клизне лежајеве њихове су предности: мањи губици због трења (коефицијент трења котрљања знатно је мањи од коефицијента трења клизања), лакше одржавање и надзор, незнатан утрошак мазива, мањи су и серијски се производе у нормизованим измерама па су зато лако замјенљиви и јефтинији.

#### Попречни ваљни лежајеви
Попречни ваљни лежајеви су у основи намењени за преношење попречних оптерећења, иако неке изведбе омогућавају и пренос уздужних оптерећења. Међусобно се разликују пре свега према облику ваљних тела. У пракси се највише употребљавају куглични лежајеви у којима су ваљна тела куглице.

#### Једноставни куглични лежајеви
Једноставни куглични лежајеви стандардизовани су према ИСО 15, ДИН 625 и ХРН М Ц3.600. Допуштају велике брзине вртње, те су примерени за преношење обостраних попречних и уздужних оптерећења. С обзиром да имају повољну цену, у пракси су то најчешће кориштени ваљни лежајеви. Израђују се у једноредној или дворедној изведби. Једноредни куглични лежајеви су крути, нерастављиви радијални лежајеви у којима су ваљна тела (куглице) вођена у дубоким уторима у унутрашњем и спољном прстену лежаја. Имају приближно једнаку радијалну и аксијалну носивост, а од свих врста лежајева најпримеренији су за највише брзине вртње. Дворедни куглични лежајеви имају, у поређењу с једнореднима, већу радијалну носивост, али допуштају нешто мање брзине вртње. У задње време се све мање употребљавају, јер су их у пракси скоро у потпуности заменили дворедни куглични лежајеви с косим додиром.

#### Самоподесиви куглични лежајеви
Самоподесиви куглични лежајеви су стандардизовани према ИСО 15, ДИН 630 и ХРН М. Ц3.68. Имају угаону покретљивост, па су зато неосетљиви на угаона одступања и савијање вратила. Оптимална унутрашња конструкција осигурава мало трење ваљних површина, већу носивост и дуги животни век лежаја. Израђују се с ваљкастим и стожастим провртом с нагибом 1:12.

#### Куглични лежајеви с косим додиром
Куглични лежајеви с косим додиром стандардизовани су према ИСО 15, ДИН 628 и ХРН М.Ц3.621. Оптимална унутрашња конструкција осигурава велику тачност вртње, велику носивост у радијалном и једном (једноредни и дворедни с Т-распоредом) или оба (дворедни) аксијална смера, велике брзине вртње и миран ход. Аксијална носивост лежаја расте с углом додира између куглице и прстенова лежаја. Једноредни куглични лежајеви с косим додиром имају угао додира 40°, нерастављиви су и допуштају велике брзине вртње. На располагању су у две изведбе - нормалној и универзалној. Док су лежајеви нормалне изведбе примерени за улежиштења у којима је за сваки ослонац потребан само један лежај који преноси аксијално оптерећење само у једном смеру, лежајеви универзалне изведбе предвиђени су за улежиштење два или више лежајева заједно у низу, с произвољним међусобним распоредом.

#### Ваљкасти лежајеви
Ваљкасти лежајеви су стандардизирани према ДИН 5412 и ХРН М.Ц3.631 до 642. Геометрија додира између ваљака и прстенова лежајева побољшана је такозваним логаритамским профилом додира, који омогућује оптимално подмазивање и правилно кретање котрљајућих тела. Последица тога је дужи животни век, поузданији рад и мања осетљивост на одступања од идеалних односа. Израђују се у једноредној или дворедној изведби. Једноредни ваљкасти лежајеви могу бити с кавезом или без. Први имају ваљке вођене у кавезу, који је причвршћен на једном од прстенова лежаја. Прстен лежаја с причвршћеним кавезом одвојив је скупа с ваљцима од другог прстена, што омогућава једноставну уградњу и расклапање лежајева. Генерално, ови лежајеви преносе велика радијална оптерећења, а примерени су и за велике брзине вртње.
Основне изведбе нису примерене за додатна аксијална оптерећења, али с одговарајуће обликованим прстенима ови лежајеви могу преносити мала оптерећења и у аксијалном смеру. Једноредни ваљкасти лежајеви без кавеза имају повећан број ваљака што омогућује израду врло компактних склопова с лежајевима. Одликују се малом висином попречног пресека, у поређењу са ширином (мали простор за уградњу), те су примерени за врло велика радијална оптерећења. Слаба страна су им нешто мање допуштене брзине вртње. Дворедни ваљкасти лежајеви се израђују се у правилу без кавеза и имају слична својства као и једноредни лежајеви, осим што су примерени за још већа спољна оптерећења.